# Memorial Marco Pantani 2008
Il Memorial Marco Pantani 2008, quinta edizione della corsa, si svolse il 7 giugno 2008, per un percorso totale di 172,1 km. Venne vinto dall'italiano Enrico Rossi che terminò la gara in 4h33'50".

## Ordine d'arrivo (Top 10)
| Pos. | Corridore            | Squadra       | Tempo    |
| ---- | -------------------- | ------------- | -------- |
| 1    | Enrico Rossi         | NGC Medical   | 4h33'50" |
| 2    | Damiano Cunego       | Lampre        | a 5"     |
| 3    | Ruslan Pidhornyj     | LPR Brakes    | s.t.     |
| 4    | Leonardo Bertagnolli | Liquigas      | s.t.     |
| 5    | Luca Mazzanti        | Tinkoff       | a 10"    |
| 6    | Leonardo Giordani    | Cer. Flaminia | a 18"    |
| 7    | Eddy Ratti           | Nippo-Endeka  | s.t.     |
| 8    | Francesco Gavazzi    | Lampre        | a 25"    |
| 9    | Federico Canuti      | CSF Group     | a 46"    |
| 10   | Luca Celli           | LPR Brakes    | a 53"    |